# Barbadelo
Barbadelo, ou anciennement Mosteiro (monastère en galicien), est la localité chef-lieu de la parroquia de Santiago de Barbadelo dans la commune de Sarria (comarque de Sarria, province de Lugo) en Galice, au nord-ouest de l'Espagne.
Cette localité est traversée par le Camino francés du Pèlerinage de Saint-Jacques-de-Compostelle.

## Histoire
Au début du XIe siècle, Barbadelo était un couvent mixte qui dépendait de l'abbaye de Samos.

## Patrimoine et culture

### Pèlerinage de Compostelle
Par le Camino francés du Pèlerinage de Saint-Jacques-de-Compostelle, le chemin vient de la localité de Vilei dans la commune de Sarria.
La prochaine halte est la localité de Rente, dans la même commune.

### Patrimoine religieux

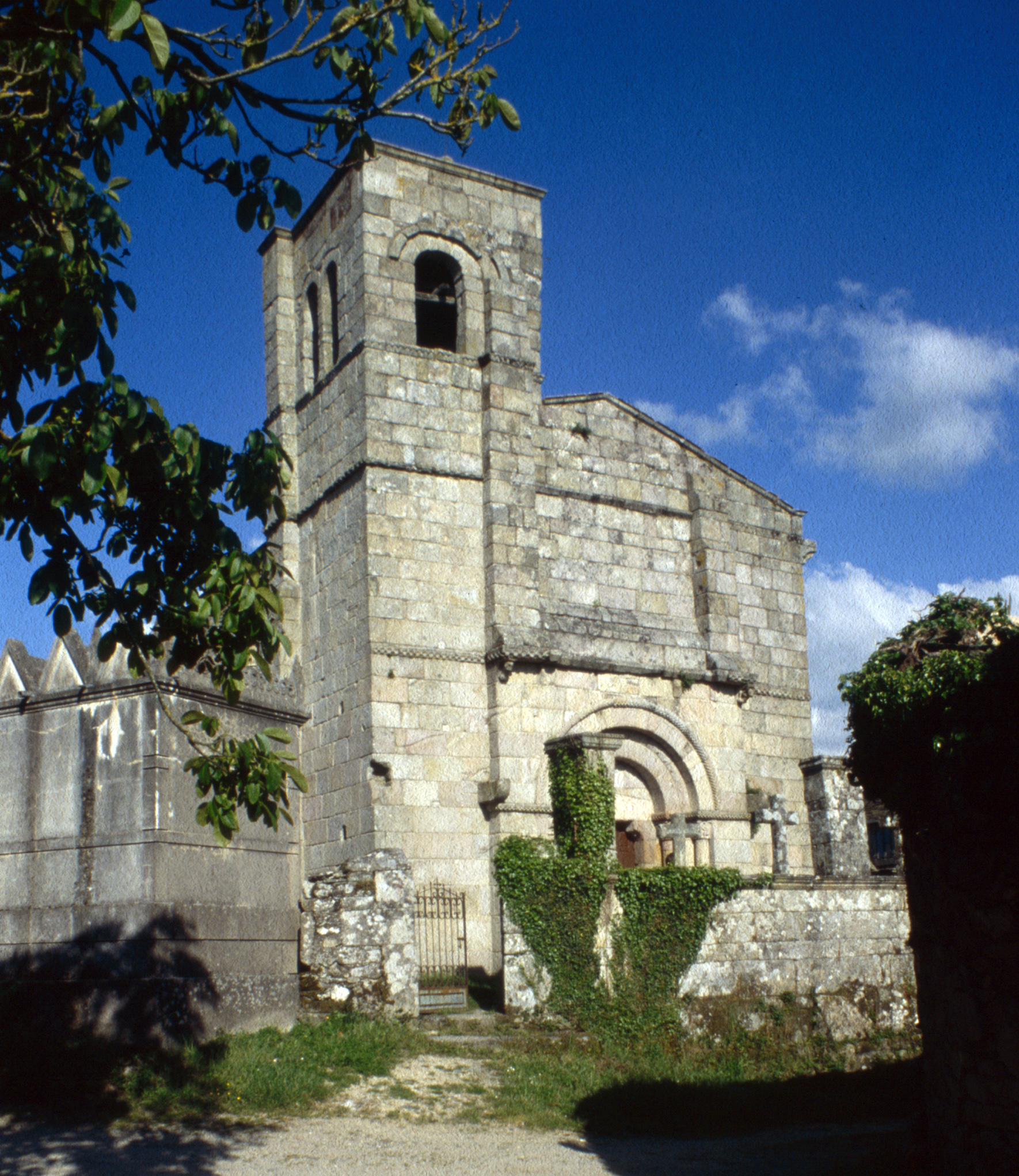
Église de Santiago de Barbadelo.
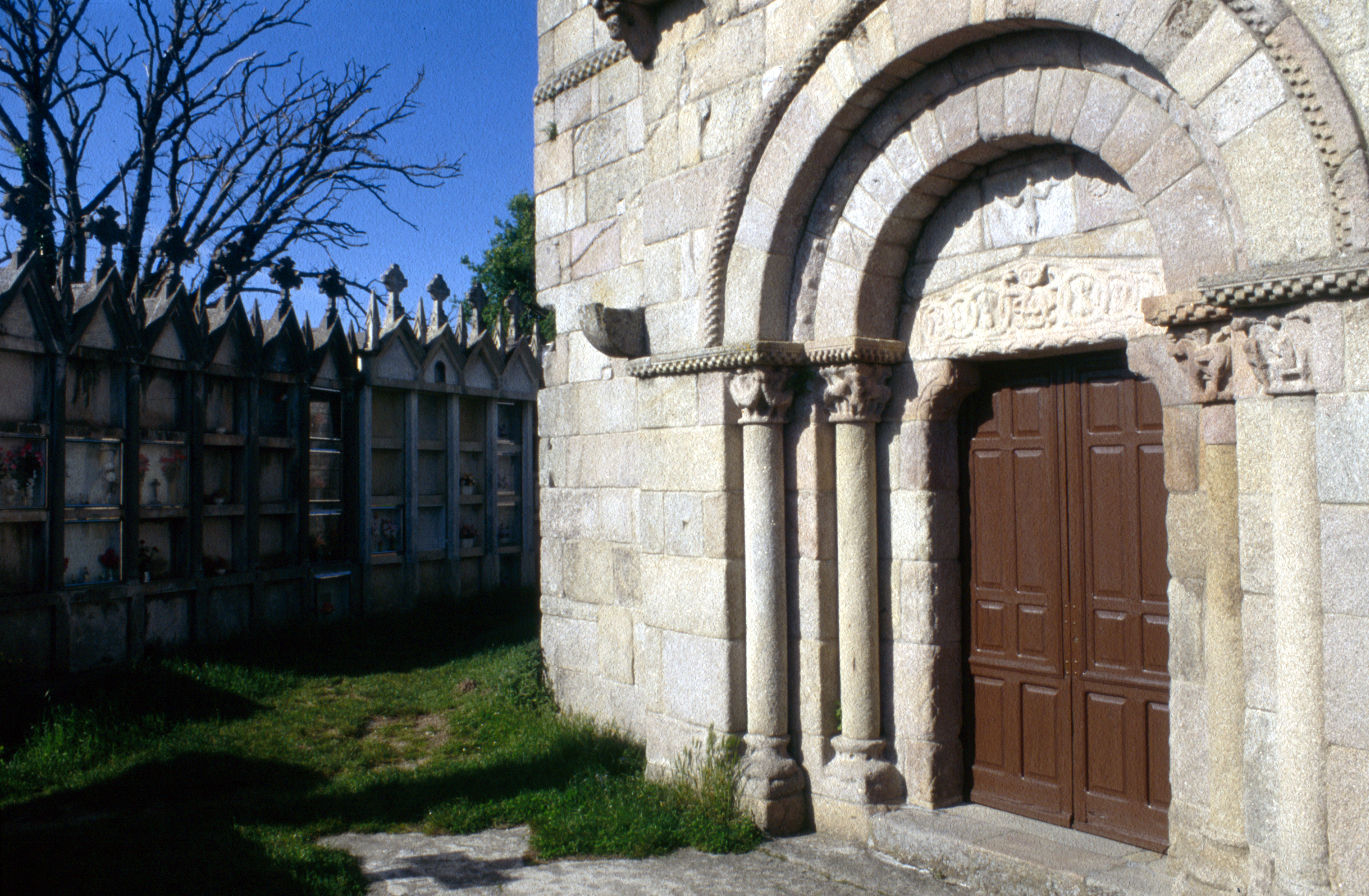
Église et cimetière de Santiago de Barbadelo.
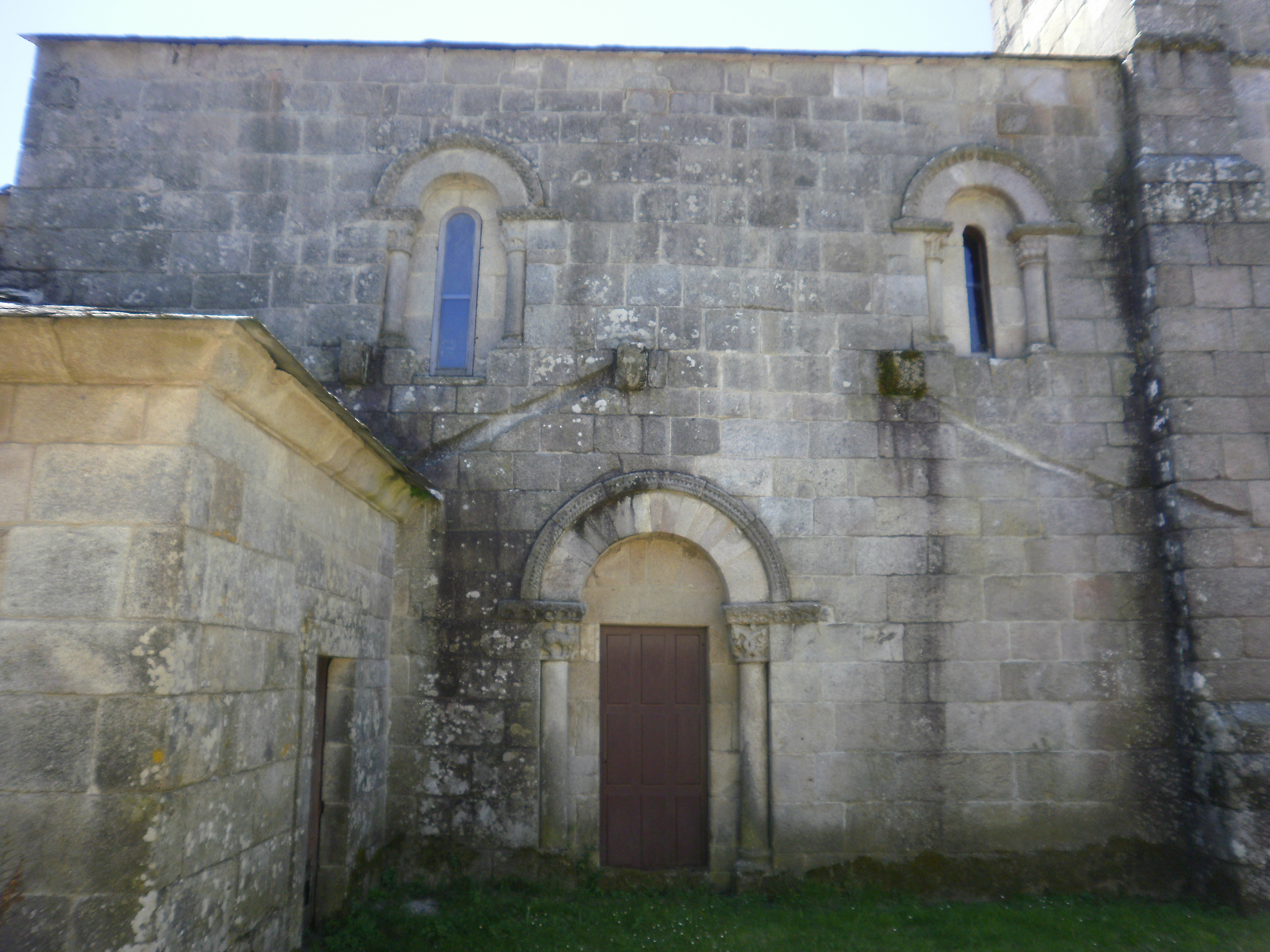
Église de Santiago de Barbadelo, détail.
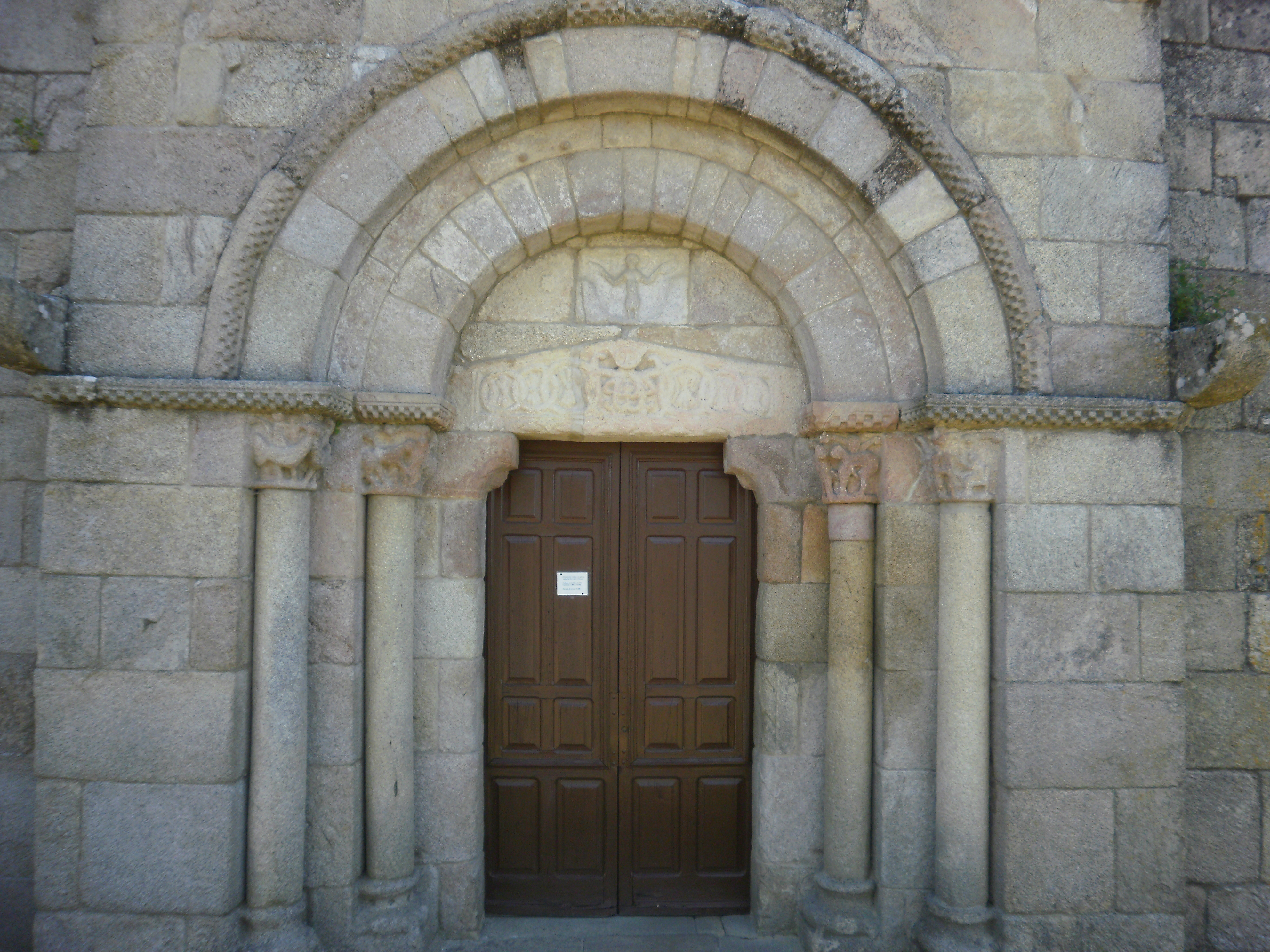
Église de Santiago de Barbadelo, détail.
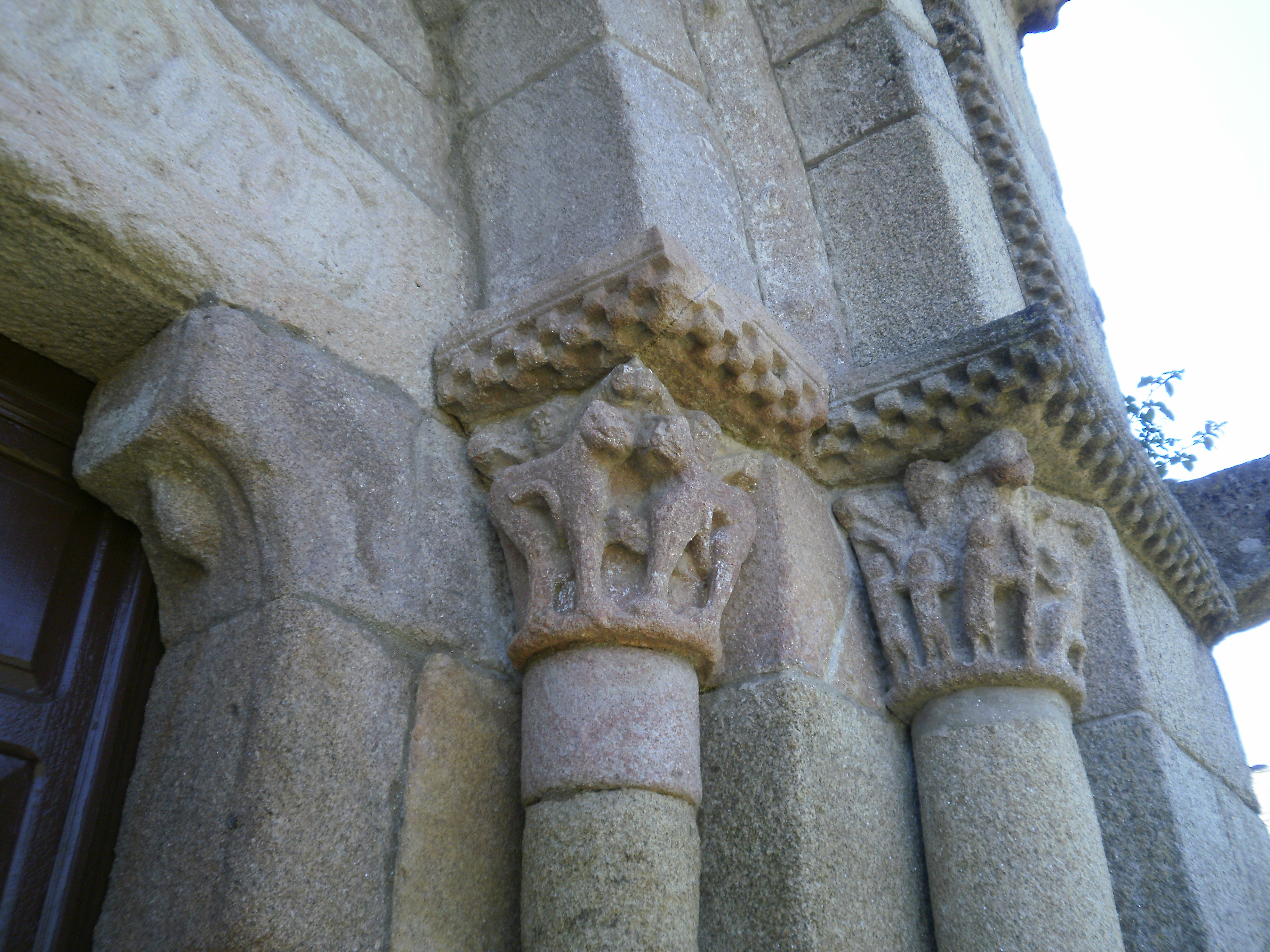
Église de Santiago de Barbadelo, détail.
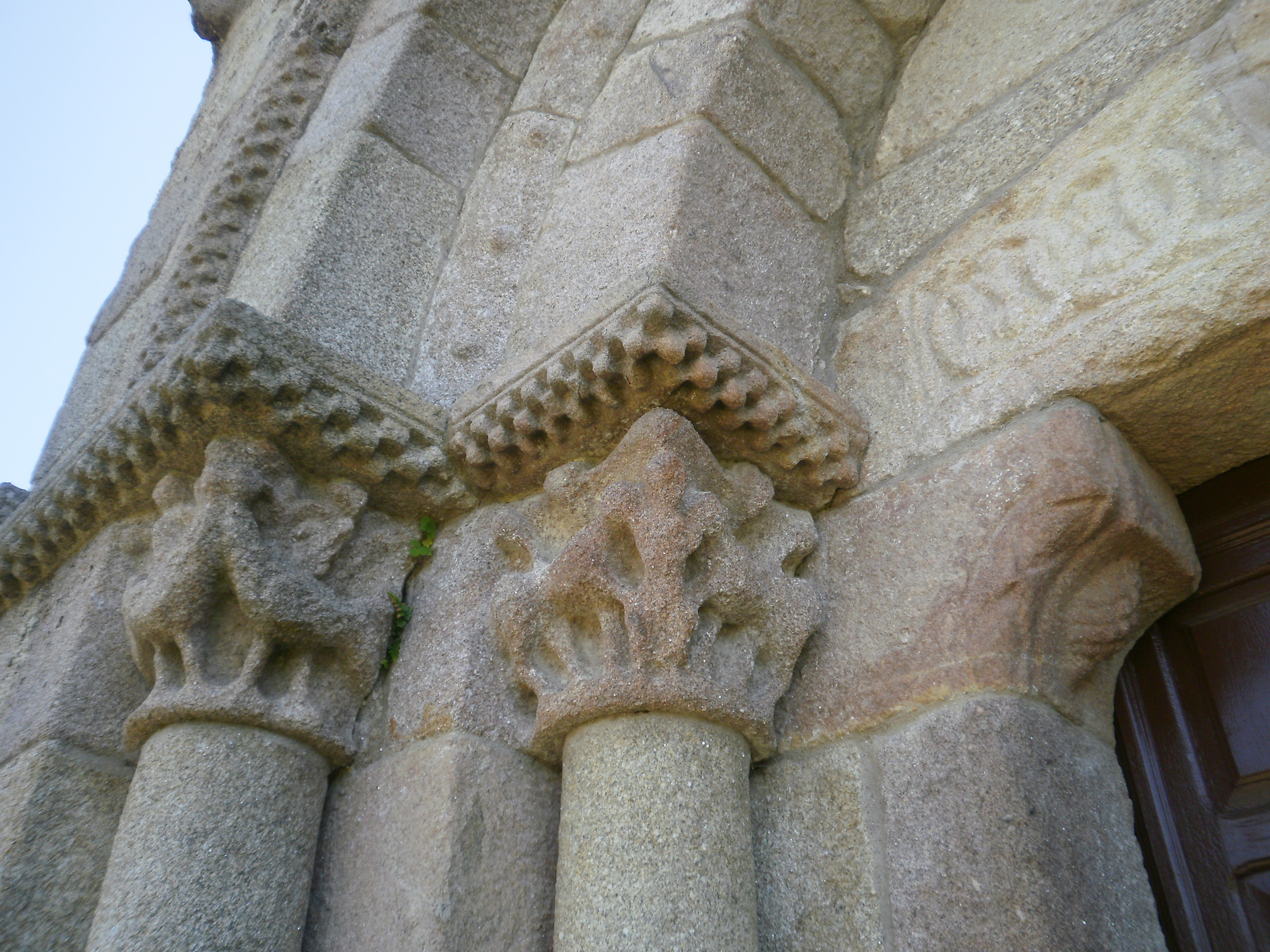
Église de Santiago de Barbadelo, détail.